# Léon Argyre
Pour les articles homonymes, voir Argyre.
Léon Argyre (en grec : Λέων Ἀργυρός) est un aristocrate et un général byzantin durant les premières décennies du Xe siècle.

## Biographie
Son père est le magistros Eustathe Argyre, drongaire de la garde sous Léon VI le Sage,,,. Vers 910, Léon et son frère, Pothos Argyre, servent à la cour impériale comme manglabites (gardes du corps personnels de l'empereur) quand leur père est empoisonné, après avoir été suspecté de complot contre l'empereur. Les deux frères transportent le corps de leur père jusqu'au monastère de Sainte-Élisabeth, dans le quartier de Charsianon, pour qu'il y soit enterré,,.
Léon et son frère poursuivent tous deux une carrière militaire. Selon Constantin VII, dès 911 et en dépit de son jeune âge, Léon devient le stratège (gouverneur) du thème de Sébastée, avec le rang de protospathaire,. Les deux frères jouent un rôle important lors de la régence de Zoé Carbonopsina. Léon et son jeune frère, Romain Argyre, participent à la campagne contre les Bulgares qui se termine par une lourde défaite lors de la bataille d'Anchialos le 20 août 917. 
Sous le règne de Romain Ier Lécapène (920-944), Léon Argyre atteint les postes les plus importants puisqu'il détient le rang de patrice puis de magistros. En avril 922, aux côtés de son frère Pothos qui est alors domestique des Scholes, de Jean le Recteur et de l'amiral Alexis Mousélé, il commande l'armée qui affronte un raid bulgare dirigé par le Kavhan Menikos qui s'est approché des environs directs de Constantinople. Toutefois, la bataille de Pegae est une déroute pour les Byzantins, bien que les deux Argyre parviennent à se réfugier dans un fort voisin,. Ultérieurement, Léon Argyre sert comme domestique des Scholes sans que la date précise ne soit connue. Jean-François Vannier suggère que c'est entre la bataille de Pegae et juin 922, date à laquelle Jean Kourkouas le remplace, mais l'intervalle de temps semble trop court. Rodolphe Guilland estime qu'il a exercé ce poste avant 922 ou après la chute de Romain Lécapène en 944. Enfin, il est possible que les historiens byzantins aient confondu Léon et son frère Pothos. 
Léon Argyre a deux fils, Marianos Argyre et Romain Argyre. Tous les deux sont d'ardents partisans de Romain Lécapène et jouissent de titres palatins importants. Romain Argyre est même marié à Agathe, la fille de l'empereur,. Par l'entremise de Romain, Léon Argyre est probablement l'arrière-grand-père de l'empereur Romain III Argyre,. 